# 2Rule
A 2Rule a Magyar Sportmárka Zrt. által bejegyzett sportmárka. 2018-ban alapította Mészáros Lőrinc vállalkozó. A 2Rule márka logója ragadozó madarat formáz, ugyanis a márkanév kiejtése angolul "turul", a magyar mitológia madara és az eredetmondák fontos alakja.
Létrehozását követően több magyarországi focicsapat is 2Rule-mezeket vásárolt, helyettesítve akár az Adidas vagy Nike sportruházatot. A márkát a klubcsapatokon kívül Dárdai Pál labdarúgóedző, korábbi válogatott labdarúgó is felkarolta.
A termékeket elsősorban Törökországban, Kínában és Bangladesben gyártják. A márka tervei között szerepelt a nemzetközi terjeszkedés is; ez 2021-ig nem valósult meg.
2018-ban a MTVA bartermegállapodás keretében reklámozta a márkát, de a médiahatóság ezt nem minősítette reklámnak. 2019-ben a Médiatanács bírságot szabott ki a TV2-re a márka rejtett reklámozása miatt.
A 2017-ben alapított Magyar Sportmárka Zrt. 2019-ben vált nyereségessé. 2022-ben 807 millió forint árbevétel mellett 196 millió forintos profitot ért el.

## Szponzorok és vásárlók
Labdarúgás
- Budafoki MTE
- Csákvári TK[6]
- FC Csíkszereda[7]
- Diósgyőri VTK[8]
- NK Nafta Lendva[7]
- Puskás Akadémia FC[9]
- Szombathelyi Haladás[10]
- Tiszakécske LC[6]
- TSC Labdarúgó Akadémia Topolya[11]
- Zalaegerszegi TE FC[12]

Kézilabda
- Balaton-felvidéki Kézilabda Akadémia[13]
- Ceglédi Kézilabda Klub SE[7]
- Telekom Veszprém[14]

Kosárlabda
- Aluinvent DVTK[7]

Röplabda
- DVTK[7]

Vívás
- Magyar válogatott[7]